# Aletris
Aletris és un gènere d'angiospermes que pertany a la família de les narteciàcies. És natiu dels territoris compresos entre la Xina i Japó i l'oest de Malàisia, est del Canadà fins a l'est dels EUA, i les Bahames. Inclou 68 espècies.
S'empra com a planta medicinal, ja que conté diosgenina, que a causa de la seva semblança estructural, s'utilitza com a matèria primera en la síntesi d'hormones esteroidals.

## Espècies seleccionades
- Aletris alba
- Aletris alpestris
- Aletris arabica
- Aletris arborea
- Aletris farinosa